# بریسی-هامگیکور
بریسی-هامگیکور (به فرانسوی: Brissy-Hamégicourt) یک کمون در فرانسه است که در ان (ا-دو-فرانس) واقع شده‌است. بریسی-هامگیکور ۱۲٫۳۸ کیلومتر مربع مساحت دارد ۷۰ متر بالاتر از سطح دریا واقع شده‌است.